# Sandur (Fær Øer)
Sandur è un comune delle Isole Fær Øer. Ha una popolazione di 587 abitanti e fa parte della regione di Sandoy sull'isola omonima.
Il territorio del comune comprende la fascia centrale dell'isola di Sandoy e il suo unico centro abitato è Sandur, situato sulla costa centro-meridionale.

## Sport
- B71 Sandur, società di calcio locale.